# Цветан Димов
Цветан Димов (Скопље, 5. март 1909 — Скопље, 9. јул 1942), учесник Народноослободилачке борбе и народни херој Југославије.

## Биографија
Рођен је 5. марта 1909. године у Скопљу, у сиромашној земљорадничкој породици. После основне школе учио је кројачки занат. Тридесетих година истицао се у синдикалном покрету у Скопљу. Оболео је од туберкулозе и лечио се у санаторијуму. Био је познат у омладинском револуционарном покрету у Скопљу. Избегавао је прогоне полиције, која је настојала да га ухити.
У чланство Комунистичке партије Југославије примљен је 1933. године. Постао је секретар Покрајинског комитета „Црвене помоћи“ за Македонију. Био је организатор КУД-а „Абрашевић“ и члан Међуструковног одбора УРСС-а. Састанци комуниста су често држани у његовом дому у Чаир-махали. Постао је популаран под називом под називом Чаирчанец.
Због његовог слабог здравља, КПЈ му није дозволила да се придружи добровољцима који су отишли да се боре у Шпанском грађанском рату. У Скопљу је друговао са познатим револуционарима, као што је био Кочо Рацин. У његовој кући одржано је и саветовање Покрајинског комитета КПЈ за Македонију. Као члан Месног комитета Скопља био је задужен за рад на селу, и за руковођење штрајковима. Познато је да је руководио великим штрајком металаца у Скопљу, који је после 40 дана успешно завршен. Слично је било и са штрајковима текстилаца и опанчарских радника.
У исто време био је у руководству „Народне помоћи“, а његова активност се протеже и на технику ПК. Све је то учинило да Цветан постане народни трибун.
Окупација земље 1941. године затекла га је као истакнутог партијског активисту. Његово ангажовање у припремама за оружани устанак резултовало је формирањем Првог скопског партизанског одреда. Полиција га је стално прогонила, али он није дао да се ухвати. У току зиме 1941.- 1942. године био је задужен да се стара о бројним илегалцима из унутрашњости који су скривени у Скопљу.
У лето 1942. године, када је, као члан Покрајинског комитета КПЈ за Македонију, ишао на један састанак, бугарска полиција му је ушла у траг и успела да га ухвати. Држао се храбро и поред мучења није ништа говорио. Пошто ништа није признао, 9. јула 1942. године, бацили су га кроз прозор другог спрата на плочник дворишта полицијске управе. Поводом његова убиства партијска организација издала је посебан летак.
Указом Председништва Антифашистичког већа народног ослобођења Југославије (АВНОЈ), 29. јула 1945. године, међу првим борцима Народноослободилачке војске, проглашен је за народног хероја.